# Hieronimo Custodis

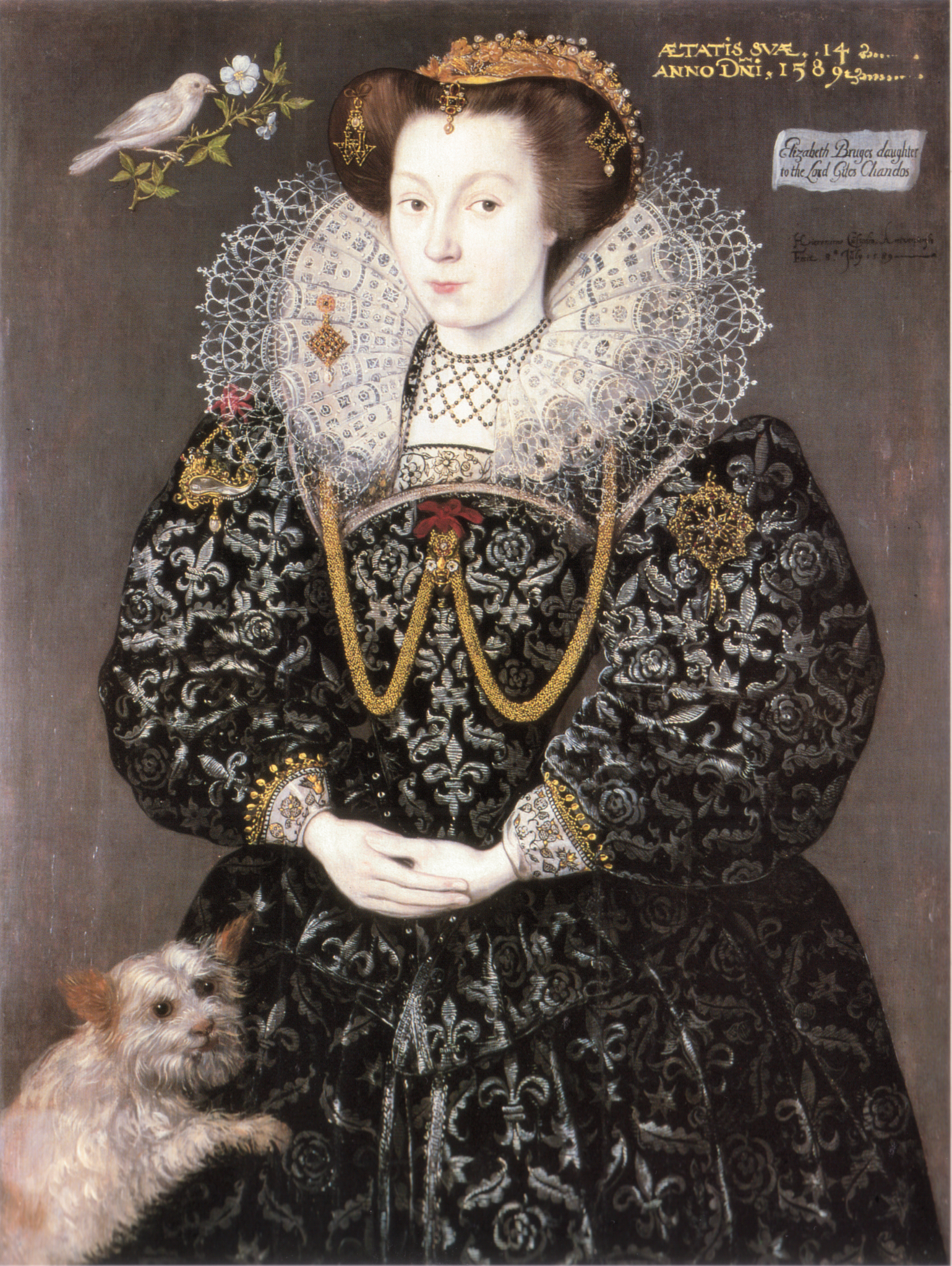
Signiertes und datiertes Porträt von Elizabeth Brydges, 14 Jahre alt, Tochter von Giles Brydges, 3. Baron Chandos, und Trauzeugin von Elisabeth I., 1589

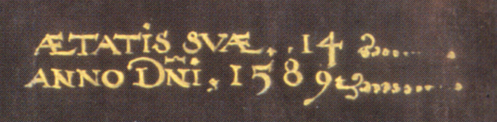
Charakteristische Inschrift von Custodis aus dem signierten und datierten Porträt von Elizabeth Brydges

Hieronimo Custodis (auch Hieronymus, Heironimos geschrieben; gest. um 1593) war ein flämischer Porträtmaler, der während der Regierungszeit von Elisabeth I. in England tätig war.

## Leben und Werk
Custodis war ein Künstler aus Antwerpen. Er war einer von vielen flämischen Künstlern des Tudor-Hofes, die nach England geflohen waren, um der Verfolgung der Protestanten in den spanischen Niederlanden zu entgehen. Es wird angenommen, dass er irgendwann nach dem Fall Antwerpens durch die Streitkräfte des Herzogs von Parma im Jahr 1585 in England angekommen ist.
Im Jahr 1589 machten drei signierte und datierte englische Porträts von Custodis ihm einen festen Wohnsitz in London. Sir Roy Strong schrieb Custodis ein Porträt von Sir Henry Bromley aus dem Jahr 1587 zu, was auf eine frühere Ankunft hindeutet. Außerdem bestätigte er die jüngste Zuschreibung eines Porträts des jungen Edward Talbot aus dem Jahr 1586 an Custodis.
Custodis lebte 1591 in der Pfarrei St Botolph’s Aldgate, wo sein Sohn Jacobus am 2. März getauft wurde. Es wird angenommen, dass Custodis im Jahr 1593 gestorben ist, da alle seine bekannten Werke zwischen 1589 und 1593 datiert sind und seine Witwe in diesem Jahr wieder heiratete.
Die Werke von Custodis, die datiert, aber unsigniert sind, können durch „paläographische Besonderheiten“ in den Inschriften erkannt werden, die denen in seinen signierten Porträts sehr ähnlich sind.